# Willem van Hildernisse
Willem van Hildernisse (Mechelen, 1358 - Brussel, 1425) was een karmeliet en prior van het Karmelietenklooster van Brussel. Hij werd veroordeeld voor zijn (geestelijke) leiding van de sekte der Homines intelligentiae en zat zijn straf uit.

## Levensloop

### Karmel
Willem is niet geboren in Hildernisse, zoals zijn bijnaam stelt en soms geschreven wordt. Hildernisse lag bij Bergen op Zoom en was nog niet onder water gelopen (in de veronderstelling dat hij er als kind geleefd zou hebben). Willem werd geboren in Mechelen in 1358 en trad in het Karmelietenklooster van Mechelen (1374). Na zijn priesterstudie leefde hij in het Karmelietenklooster van Trier (1385-1386) en Mainz (1386-1390). In Mainz werd hij onder-prior. Vervolgens kwam hij terug naar de Nederlanden en leefde in het Karmelklooster van Mechelen (1390-1391) en Brussel (1391-1411). In Brussel was hij er vele jaren prior. 

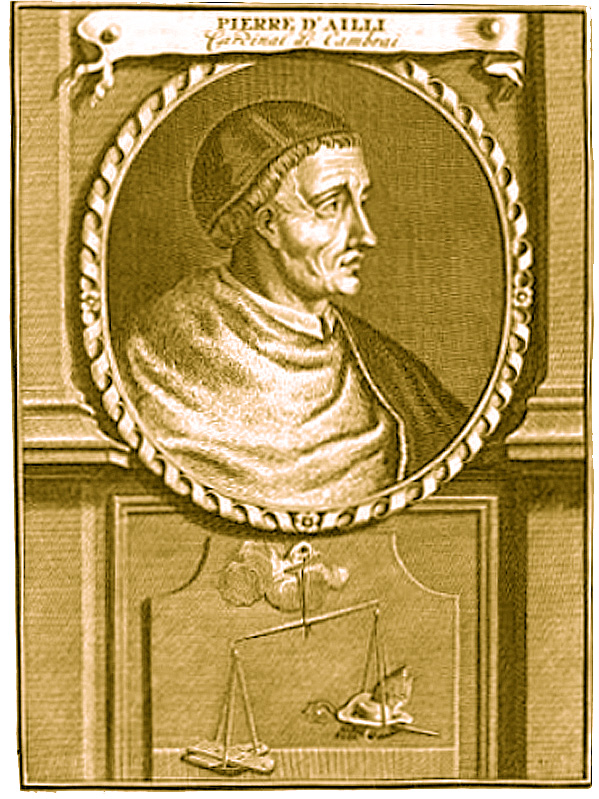
Bisschop Pierre d'Ailly had weinig moeite om Willem terug onder Rooms gezag te krijgen.

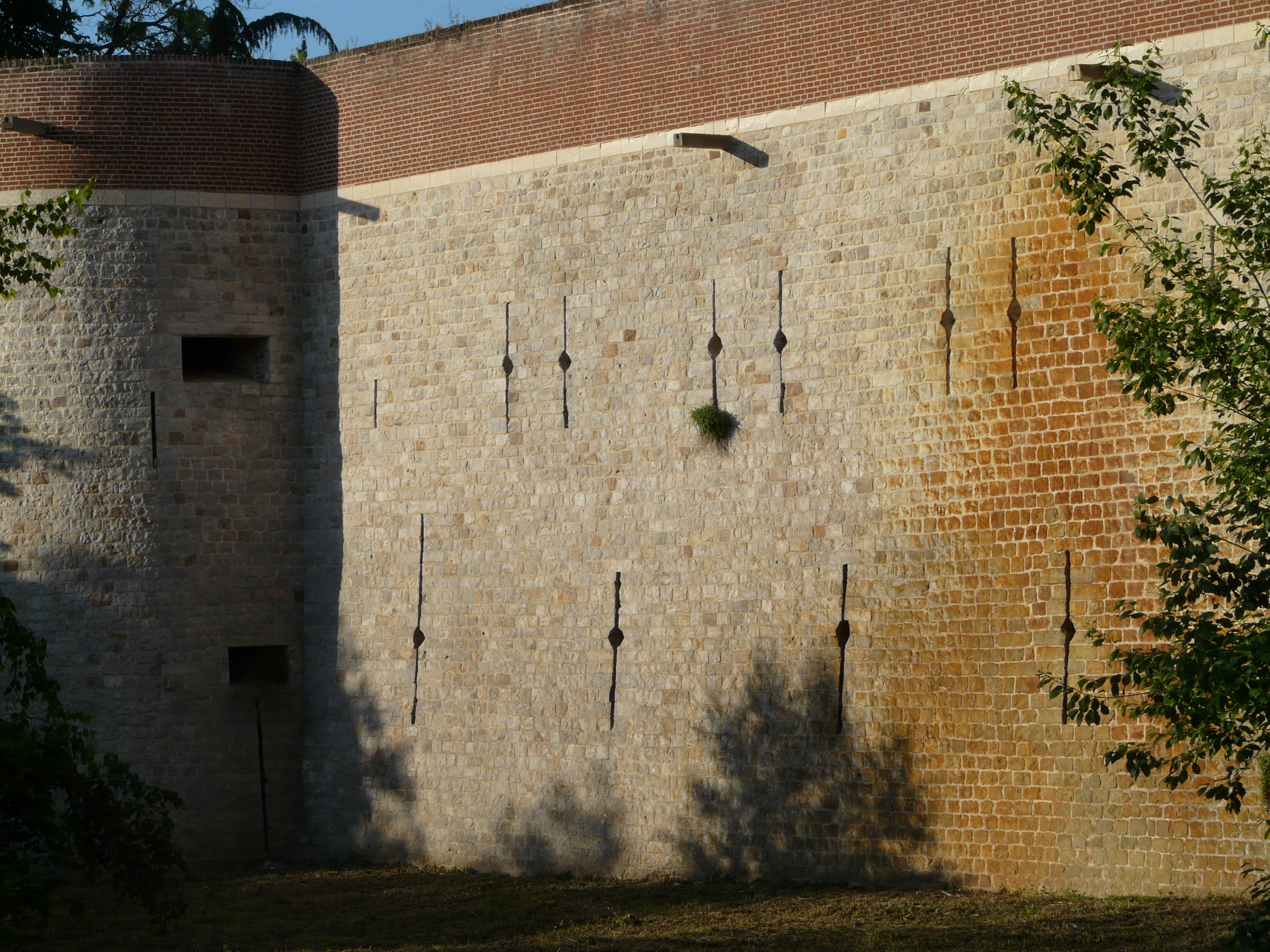
Kasteel van Selles; gevangenis van de bisschop van Kamerijk

### Sekte
Omstreeks de jaren 1400 werd Willem betrokken bij een sekte in Brussel, deze van de Homines intelligentiae. De sekte was mogelijks beïnvloed door een katholieke dwaalleer uit Keulen; in Brussel had de leek Aegidius Cantor er de leiding. Aanvankelijk gaf Willem Bijbelse citaten ter ondersteuning van de sekte. In latere jaren verkondigde hij zelf vanuit de preekstoel deze leer en had hij de geestelijke leiding. In 1411 veroordeelde de inquisitie de gehele sekte op vraag van de bisschop van Kamerijk, Pierre d'Ailly. De bisschop had onder meer Brussel onder zijn jurisdictie. De bisschop had weliswaar conciliaristische ideeën en dus anti-Roomse ideeën, doch de sekte ging voor hem veel te ver.
De vlotheid waarmee Willem zijn dwaallering herriep, viel op. In de jaren na 1411 herriep Willem al zijn stellingen op 3 plaatsen. De eerste en belangrijkste van de lijst stellingen die hij afzwoer, was dat alle christenen, joden, heidenen en duivels gered werden en naar God terugkeerden.  Eerst herriep Willem plechtig in het bisschoppelijk paleis in Kamerijk, dan in het kapittel van Sint-Goedele en in het begijnhof van Brussel. Nadien ging hij, ter boetedoening voor de stellingen van de sekte die hijzelf niet persoonlijk gepredikt had, in de gevangenis. Hij verbleef 3 jaren in het kasteel van Selles bij Kamerijk (vermoedelijk circa 1415). Eenmaal uit de gevangenis werd hij opgesloten in een verder onbekend Karmelklooster, zonder contact met de buitenwereld.

### Rehabilitatie
In 1422 dook Willem op in het Karmelietenklooster van Tienen, waar hij les gaf. Hij verbleef verder in het Karmelklooster van Brussel (1422-1425), waar hij stief.